# Elmer István
Elmer István (Esztergom, 1952. június 8. –) író, újságíró.

## Élete
1970-ben az esztergomi Ferences Gimnáziumban érettségizett. Az értelmi fogyatékosok visegrádi intézetében nevelőként helyezkedett el, majd 1977-től kisegítő-iskolai tanár Budapesten. Közben gyógypedagógus és magyar–történelem szakos tanári oklevelet szerzett. 1983-tól az Ikarus című üzemi lap, 1990-től az Új Ember munkatársa. József Attila-díjas (2004). Európa-érem díjazott (2016).

## Művei
- Ferenc József keserűvíz (regény, Kráter Kiadó, 1989)
- Parasztbarokk (regény, HungAvia-Kráter Kiadó, 1991)
- Börtönkereszt. Börtönviselt katolikusok visszaemlékezései (Magyar Egyháztörténeti Enciklopédia Munkaközösség, 1994)
- Strázsahegy (regény, Kráter Műhely Egyesület, 1995)
- A helyzet metszete. Egy lélek megmerülése (regény, Kráter Műhely Egyesület, 1999)
- A faljáró (novellák, Holnap Kiadó, 2000)
- Isten próbababái (regény, Holnap Kiadó, 2003)
- Nincs emberem (regény, Kráter Műhely Egyesület, 2005)
- Isten országútján. Elmer István beszélgetése Bábel Balázs kalocsai érsekkel; Szt. István Társulat, Bp., 2005 (Pásztorok)
- Szabadon elkötelezve. Elmer István beszélgetése Mayer Mihály megyés püspökkel; Szt. István Társulat, Bp., 2005 (Pásztorok)
- Ahol mindörökre nyár van. Portrékötet Czigány Györgyről; interjúk, szerk. Elmer István; Jel, Bp., 2006 (Arcképek, vallomások)
- Te kövess engem. Elmer István beszélgetése Pápai Lajos megyéspüspökkel; Szt. István Társulat, Bp., 2006 (Pásztorok)
- Ti is voltatok sellők (novellák, Holnap Kiadó, 2006)
- Kalandra hív Krisztus. Elmer István beszélgetése Balás Béla megyéspüspökkel; Szt. István Társulat, Bp., 2007 (Pásztorok)
- A kiegyezés reményével Keresztes Sándorral beszélget Elmer István; Kairosz, Bp., 2008
- Madrigáltörténet. A Budapesti Madrigálkórus 50 éve (Holnap Kiadó, 2008)
- Ecce Homo. R. Törley Mária stációi Elmer István novelláival (Katedrális Művészeti Bt., 2008)
- Mindenhol pap vagyok. Elmer István beszélgetése Beer Miklós váci megyéspüspökkel; Szt. István Társulat, Bp., 2009 (Pásztorok)
- Elvitte őt Jézushoz. Elmer István beszélgetése Veres András szombathelyi megyéspüspökkel; Szt. István Társulat, Bp., 2009 (Pásztorok)
- Egy szív, egy lélek. Kipke Tamás és Elmer István beszélgetése Miklósházy Attilával, a külföldön élő magyarok nyugalmazott püspökével; Szt. István Társulat, Bp., 2009 (Pásztorok)
- Lépcsők (novellák, Kráter Műhely Egyesület, 2009)
- A hely szerelmese. Elmer István beszélgetése Várszegi Asztrik püspök pannonhalmi főapáttal; Szt. István Társulat, Bp., 2010 (Pásztorok)
- Műtét (dráma, Napút, 2010)
- Bölcsességre neveljük szívünket. Szendi József nyugalmazott veszprémi érsek visszaemlékezései; beszélgetőtárs Elmer István; Szt. István Társulat, Bp., 2010 (Pásztorok)
- Keleti lélekkel a Kárpát-medencében. Elmer István beszélgetése Kocsis Fülöp, hajdúdorogi megyéspüspökkel; Szt. István Társulat, Bp., 2012 (Pásztorok)
- A magyarok püspöke. Elmer István beszélgetése Cserháti Ferenccel, a külföldön élő magyarok püspökével; Szt. István Társulat, Bp., 2012 (Pásztorok)
- Rendelkezésre állok. Elmer István és Kipke Tamás beszélgetése Bíró László tábori püspökkel; Szt. István Társulat, Bp., 2013 (Pásztorok)
- Fehér szavak. Kisregények a Pálos rend történetéből (Szt. István Társulat, 2013)
- Merre vezet az út? Elmer István beszélgetése Orosz Atanáz görögkatolikus püspökkel; Szt. István Társulat, Bp., 2013 (Pásztorok)
- A vízhordó ember. Elmer István beszélgetése Márfi Gyula veszprémi érsekkel; Szt. István Társulat, Bp., 2014 (Pásztorok)
- Örökre veszve nem lehet (regény, Új Ember Kiadó, 2014)
- A bolondajtó. Violin (két kisregény, Napkút Kiadó, 2015)
- Lehet. Regény; Kráter, Pomáz, 2015 (Fekete-piros sorozat)
- Szelíd határozottsággal. Elmer István beszélgetése Katona István nyugalmazott segédpüspökkel; Szt. István Társulat, Bp., 2016 (Pásztorok)
- Az élet a szeretetben teljes. Elmer István beszélgetése Palánki Ferenc debrecen-nyíregyházi megyéspüspökkel; Szt. István Társulat, Bp., 2017 (Pásztorok)
- A fogoly szeme. Novellák; Galenus, Bp., 2017
- Sodronyok. Örlőkő. Két kisregény; Hét Krajcár, Bp., 2018
- A történelem szorításában – a lélek szabadságával. Arató László cserkésztisztet, pálos konfrátert életéről kérdezi Elmer István; Ráció-Lambda Bt., Pécs, 2018
- Hogy a lámpatartóra tegyék. Fekete Károly református püspök, Kocsis Fülöp görögkatolikus érsek, Palánki Ferenc római katolikus megyéspüspök húsvét üzenetéről; beszélgetőtárs Elmer István; Szt. István Társulat, Bp., 2019

## Díjak, elismerések
- József Attila-díj (2004)[1]
- Európa-érem (2016)